# أندرو وارد (صحفي)
أندرو وارد (بالإنجليزية: Andrew Ward)‏ هو صحفي ومؤرخ أمريكي، ولد في 1946.